# Andreas Anderegg
Andreas Anderegg (* 1. Februar 1957 in Bern) ist ein ehemaliger Schweizer Amateur- und Profi-Boxer und Journalist. Von 2006 bis 2023 war er Präsident von SwissBoxing.
Andreas Anderegg ist als Frühpensionär freiberuflich tätig und war zuvor während über neun Jahren Leiter der Abteilung Kommunikation der Stadt Frauenfeld. Zuvor war er von 1988 bis Ende 2008 bei der Thurgauer Zeitung/Thurgauer Volkszeitung journalistisch tätig. Seine beruflichen Wurzeln indes liegen im technischen Bereich. Nach einer Ausbildung zum Elektromonteur war er ab 1978 während elf Jahren auf dem erlernten Beruf tätig. In dieser Zeit konnte er auch einige Erfolge als Boxer feiern – darunter den Gewinn von 5 Schweizer-Meister-Titeln und mehrere Turniersiege auf internationaler Ebene. Das Ende seiner Laufbahn läutete am 22. November 1986 im 12. Profikampf ein Fehltritt ein, der in einem Beinbruch mündete. Daraufhin stellte Anderegg im Alter von 29 Jahren die beruflichen Weichen neu.
Seit 1982 lebt er mit seiner Familie in Bethelhausen in der Gemeinde Gachnang.
Von Herbst 1997 bis Mitte 2007 war Anderegg zudem Mitglied der Gemeindebehörde in der politischen Gemeinde Gachnang.
Im Frühjahr 2006 wurde der einstige Amateur- und Profiboxer zum Präsidenten des Schweizerischen Boxverbandes gewählt, der anlässlich der Delegiertenversammlung 2009 in SwissBoxing umbenannt wurde. Der Verband umfasst aktuell über 150 Vereine und vertritt sowohl das olympische Boxen wie auch das Profiboxen in der Schweiz. Im Jahr 2013 wurde das Leichtkontakt-Boxen in die Statuten aufgenommen und 2017 das Fitness-Boxen. In beiden Bereichen herrscht ein absolutes Niederschlagsverbot. Mit dem neuen Bereich Leichtkontakt-Boxen gelang dem Verband Ende 2021 auch die Aufnahme ins Programm Jugend + Sport des Bundes.